# Camillo Rondani
Camillo Róndani (21 de noviembre de 1808, Parma - 17 de septiembre de 1879, misma ciudad) fue un entomólogo italiano especialista en dípteros (diptérologo).

## Biografía
Enseñó y dirigió una escuela media en Parma. También proporciona el curso de agronomía en la Universidad de la ciudad. Participó en la obra fundacional de la Società entomologica italiana ( 1869 ) de la que fue vicepresidente de 1871 a 1879 .
Rondani fue autor de 159 publicaciones, incluyendo 101 en Diptera. Entre ellas hay que mencionar Prodromus Dipterologiae italicae en ocho volúmenes (de 1856 a 1877 . Él también está interesado en los temas de Entomología Aplicada y entre ellos los insectos parásitos de otros insectos.
Sus colecciones de Diptera se mantienen en parte museo de zoología La Specola de la Universidad de Florencia, en el Museo de Zoología de la Universidad de Bolonia y en la Universidad de Parma.

## Honores

### Eponimia en insectos
- Rondania Robineau-Desvoidy, 1850 – Tachinidae
- Chrysogaster rondanii Maibach & Goeldlin, 1995- Syrphidae
- Fannia rondanii (Strobl,1893)- Fanniidae
- Tabanus rondanii Bellardi, 1859- Tabanidae de México
- Philoliche rondani Bertoloni, 1861- Tabanidae de Sudáfrica
- Pteromalus rondanii Dalla Torre, 1898- Pteromalidae
- Rhopalocerus rondanii Villa, 1833 Colydiinae
- Tetralobus rondanii Bertoloni, 1849 a Elateridae